# Entephria atrofasciata
Entephria atrofasciata är en fjärilsart som beskrevs av Anonymous 1925. Entephria atrofasciata ingår i släktet Entephria och familjen mätare. Inga underarter finns listade i Catalogue of Life.